# 胡兵
胡兵（フー・ビン、1971年2月14日 - ）は中華人民共和国浙江省杭州市出身の男性タレント。身長189cm。

## プロフィール
地元で開催された貿易会社主催のファッションショーモデルを務めたことがきっかけとなり、ルイ・ヴィトンの専属となるなど中国初の男性スーパーモデルとして活躍、90年代後半にはテレビドラマや映画、歌の世界へも進出し中国国内で絶大な人気を誇った。
ファッション雑誌の編集やプロデューサー、実業界への進出等マルチな活動でも知られている。
2005年に日本に進出（詳細は後述）。2007年4月にはアメリカのプロダクションと契約しNBCの俳優養成プログラムに研修生として参加するなど、国際的な活動を続けている。

## 日本での芸能活動について
2004年、日本のバラエティー番組『世界バリバリ★バリュー』でそのリッチな生活ぶりが紹介された。2005年2月に初の日本コンサートを開催、同時期に宮城県のふるさと大使である“みやぎ夢大使”に任命され、日本進出の意向を打ち出し始めた。
“華流”という言葉が生み出された時期と前後するように登場し、胡兵をその火付け役とみなした日本の一部のマスコミに注目された。
2006年に芸能活動の拠点を日本へ移したが、前評判に比べ余り話題にならず、2007年春にハリウッド進出を宣言した後、日本での消息は一時途絶えた。
2008年、フライングボックスのマネジメントで日本での活動を再開した。2009年にクリームインターナショナルへ事務所を移籍。

## 主な実績

### 映画
- 婚礼定在回帰日（1997年 中国）
- 真情狂愛（1998年 台湾）
- 霹靂嬌娃（1998年 台湾）
- 驚天大逃亡（2001年 香港）
- パティシエの恋（後備甜心）（2005年 香港）（映画祭上映時の邦題は「デザート（仮）」）
- 気仙沼伝説（2005年撮影・2012年公開　日本）
- ケンとメリー 雨あがりの夜空に （2013年 日本）
- レジェンド・オブ・パール ナーガの真珠 （2017年 中国）
- エア・ストライク （2018年 中国）

### ドラマ
- 真情告白（1999年 中国）
- 粉紅女郎（2002年 中国）
- 絶対計劃（邦題:天石伝説 2003年 中国）
- 揺擺女郎（邦題:上海ラブストーリー 2004年 中国）
- 双響炮（邦題:恋する爆竹 2004年 中国）
- OLにっぽん（2008年 日本）
- 遥かなる絆（2009年 日本）
- 2030かなたの家族（2015年 日本）
- 芸汐伝 〜乱世をかける永遠の愛〜（2018年 中国）

### テレビ番組
- 華流遊美[3] （2006年 日本）
- テレビで中国語（2010年3月30日 - 2012年3月19日 日本）

### CM
- ブリヂストン  （2007年 シンガポール）
- 英会話AEON （2006年 日本）

### CD
- 真本色 （1998年 中国）
- 重感情 （2001年 中国）
- 青葉城恋唄 （2005年 日本）シングル
- 全新胡兵 New Face （2006年 中国）
- YOU WITH ME （2007年 中国）シングル

### 写真集
- 染色体 （2001年 中国）
- 窟窿 （2001年 中国）
- 真情告白 （2002年 中国）
- 亜細亜 （2004年 中国）
- NEW FACE （2005年 日本）

### コンサート
- Hu Bing Live In Tokyo （2005年）

## その他
- 芸能界入り前は浙江省体育運動専科学校に在籍しボート競技の選手として活躍、省の代表として優勝した経歴も持つ。
- 日本はもとより中国でも時折名前を混同される胡軍（フー・ジュン）とは無関係である。胡兵の兄・胡東（フー・トン）は弟同様モデルから俳優へ転じた1人。
- 1995年、スイスの時計メーカー“スウォッチ”から永久スポンサーの申し出を受けた。